# 사무엘 샤이트

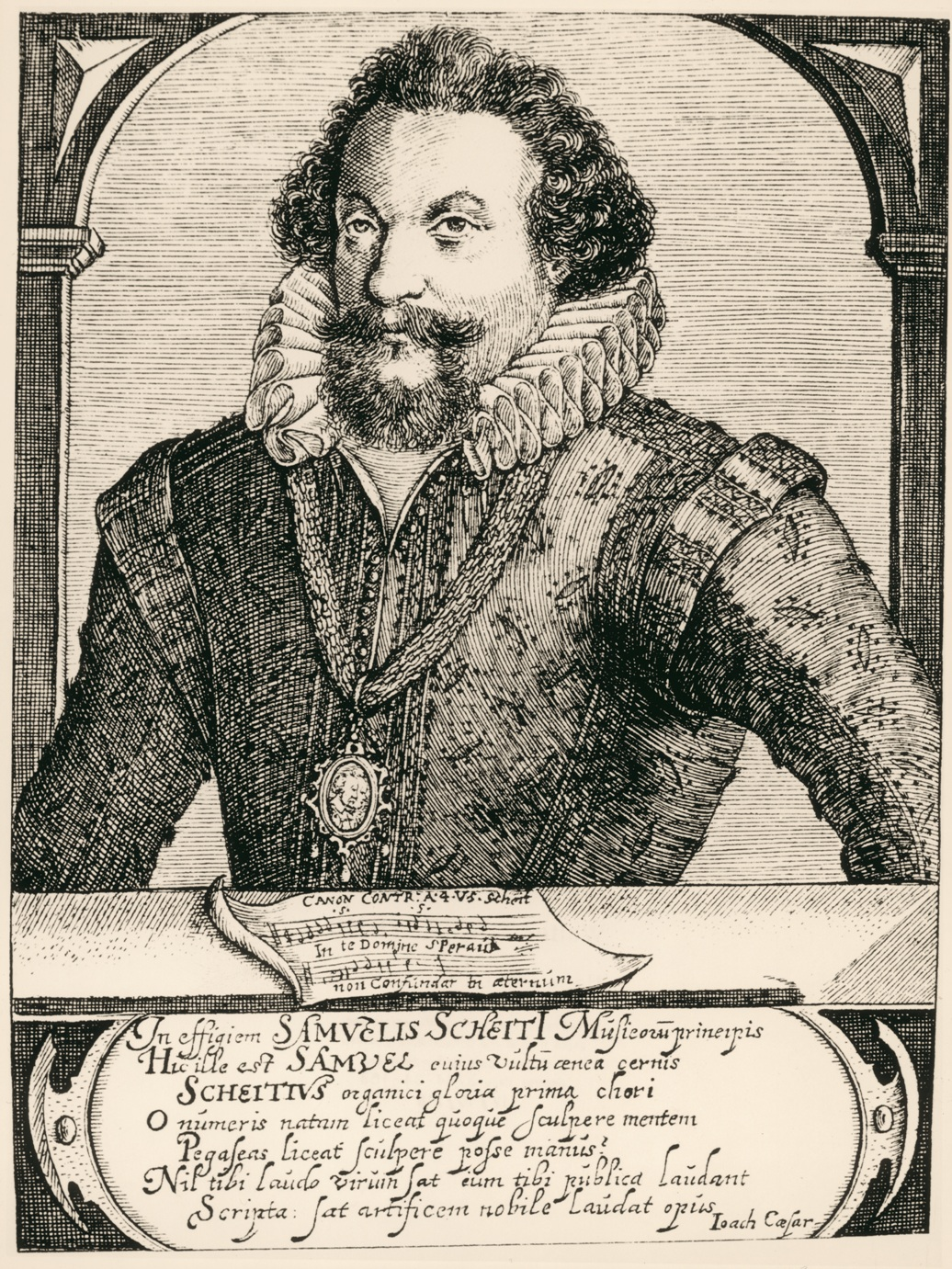

사무엘 샤이트(Samuel Scheidt, 1857년 11월 3일 ~ 1654년 3월 24일)는 바로크 초기 시대의 독일의 작곡가, 오르간 연주자, 선생이다.
할레에서 태어나 그곳에서 여러 공부를 하다가 암스테르담로 건너가 큰 영향력을 행사했다.